# Джон Рендалл
Сер Джон Туртон Рендалл (англ. Sir John Turton Randall; 23 березня 1905 — 16 червня 1984) — англійський фізик і біофізик, якому приписують докорінне поліпшення магнетрона, важливої складової радара хвиль сантиметрових довжин — одного з ключів до перемоги союзників у Другій світовій війні. Він також є ключовою частиною мікрохвильових печей. Джон Рендалл також керував командою Лондонського королівського коледжу, яка працювала над вивченням структури ДНК. Його заступник, професор Моріс Уілкінс, отримав разом з разом із Деймсом Ватсоном і Френсісом Кріком, був нагороджений Нобелівською премією з фізіології і медицини 1962 року «за свої відкриття в галузі молекулярної структури нуклеїнових кислот та їх значення для передачі інформації в живому матеріалі». Серед інших його співробітників були Розалінд Франклін, Реймонд Гослінг, Алекс Стокс і Герберт Вілсон, які теж досліджували структуру ДНК.